# Eclipse lunar de 7 de setembro de 2006
| Eclipse Lunar Parcial 7 de setembro de 2006                                                                           | Eclipse Lunar Parcial 7 de setembro de 2006 |
| --- | ------------------------------------------- |
| A lua passou na parte sul da Terra. - 18:51 UTC                                                                       |                                             |
| A Lua cruzando a parte sul da sombra da Terra, de oeste para leste (da direita para a esquerda), com o disco cortado. |                                             |
| Gamma | -0,9262                                     |
| Saros (e membro) | 118 (51 de 73)                              |
| Sequência de eclipses lunares                                                                                         |                                             |
| Anterior | 14 de março de 2006                         |
| Próximo | 3 de março de 2007                          |
| Duração (hr:mn:sc) |                                             |
| Parcial | 1:31:07                                     |
| Penumbral | 4:14:28                                     |
| Fases e Horários do Eclipse ( UTC)                                                                                    |                                             |
| P1 | 16:44:06                                    |
| U1 | 18:05:48                                    |
| Máximo | 18:51:20                                    |
| U4 | 19:36:54                                    |
| P4 | 20:58:35                                    |
| A Lua cruzou a pequena parte sul da sombra da Terra em nodo ascendente de sua órbita, na constelação de Aquário.      |                                             |

O eclipse lunar de 7 de setembro de 2006 foi um eclipse parcial, o segundo e último de dois eclipses lunares do ano, e único como parcial. Teve magnitude umbral de 0,1838 e penumbral de 1,3330. Teve duração de 91 minutos.
No eclipse máximo, uma pequena mordida na Lua deveria ter sido visível na Europa, África, Ásia e Australásia. O eclipse durou 1 hora e 31 minutos, com apenas 18% da Lua na sombra no máximo.
O disco lunar passou pela borda da extremidade sul da sombra da Terra, fazendo com que apenas a porção norte da superfície ficasse escura, no interior da umbra, enquanto o restante da superfície se encontrou na faixa penumbral, perdendo gradualmente o seu brilho à medida que se aproxima da região atingida pelo cone de sombra. Dessa forma, a Lua se apresentou com seu trecho norte "comido" pela sombra terrestre.

## Série Saros
Eclipse pertencente ao ciclo lunar Saros de série 118, sendo membro de número 51, num total de 73 eclipses da série. O último eclipse foi o eclipse parcial de 27 de agosto de 1988, e o próximo será com o eclipse parcial de 18 de setembro de 2024.

## Visibilidade
Foi visível na América do Sul (penumbral), Europa, África, Ásia e Austrália.
| Região do planeta onde foi visível durante o máximo do eclipse - 18:51 UTC. A região central do Índico obteve a melhor observação do meio do eclipse, de onde foi visível à meia-noite. |
| Mapa de visibilidade do eclipse |

O planeta Urano estava quase oposto (oposição em 5 de setembro de 2006) da Lua.